# Ernst Boepple

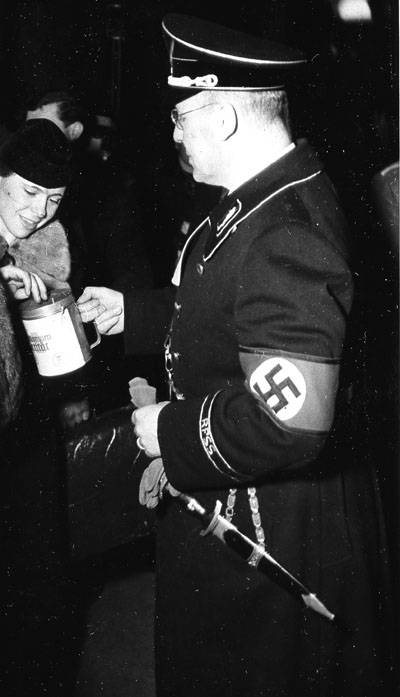
Ernst Boepple in SS-Uniform

Ernst Boepple (* 30. November 1887 in Betzingen; † 15. Dezember 1950 in Krakau) war ein deutscher Verleger in München und während des Zweiten Weltkriegs Staatssekretär im Generalgouvernement.

## Werdegang
Boepple beendete seine Schullaufbahn am Gymnasium in Reutlingen 1905 mit dem Abitur. Danach absolvierte er bis 1910 ein Sprach- und Geschichtsstudium an den Universitäten in Tübingen, Paris, Oxford und London. Boepple promovierte 1916 zum Dr. phil. Ab 1912 diente er als Einjährig-Freiwilliger im Deutschen Heer und trat danach in den württembergischen Schuldienst ein, wo er mit einer kriegsbedingten Unterbrechung bis 1920 beschäftigt war. Boepple nahm als Offizier der Infanterie durchgehend am Ersten Weltkrieg teil und schied 1919 als Oberleutnant d.R. aus der Armee aus.
Ab 1918 gehörte Boepple dem Alldeutschen Verband an. Als Mitarbeiter des Münchner Verlegers Julius Friedrich Lehmann war er 1919 Mitgründer der Deutschen Arbeiterpartei (DAP), die später in NSDAP umbenannt wurde (Mitgliedsnummer 515). Später gehörte Boepple zu den Mitbegründern des Deutschvölkischen Schutz- und Trutzbundes.
Am 1. April 1919 gründete Lehmann den Deutschen Volksverlag mit dem Ziel der Veröffentlichung von betont antisemitischen Schriften und übergab den Verlag an Boepple. Die Adresse des Deutschen Volksverlags war die Paul-Heyse-Straße 9. 1919 publizierte der Deutsche Volksverlag Anton Drexlers Mein politisches Erwachen. Im Deutschen Volksverlag erschienen außerdem zahlreiche frühe Schriften des nationalsozialistischen Chefideologen Alfred Rosenberg und ab 1924 auch die von ihm herausgegebene Zeitschrift Der Weltkampf, die später vom Hoheneichen-Verlag übernommen wurde.
Am 9. November 1923 nahm Boepple am Hitlerputsch in München teil. Der Völkische Beobachter wurde wie die NSDAP infolge des gescheiterten Hitlerputsches bis zum 26. Februar 1925 verboten. Zur Umgehung dieses Verbots fungierte Boepple als einer von sechs Gesellschaftern der Großdeutsche Zeitung, die vom 29. Januar bis zum 22. Mai 1924 verlegt wurde. Nach der Neugründung der NSDAP trat Boepple ihr zum 17. Mai 1926 bei (Mitgliedsnummer 36.000).

## Ab 1933
Nach der Machtergreifung der Nationalsozialisten trat Boepple im Herbst 1933 als Beamter in den Staatsdienst ein und war im Bayerischen Staatsministerium für Unterricht und Kultur beschäftigt. Anfang März 1934 wurde er zum Staatsrat ernannt. 1934 wurde er außerdem Mitglied der SS (SS-Nr. 166.838) und erreichte dort am 20. April 1935 den Rang eines SS-Oberführers. Nach dem Tode Hans Schemms war er 1935/36 geschäftsführender Kultusminister in Bayern, seit 1937 Staatssekretär und Vertreter des Ministers. Nach einem Zerwürfnis mit Gauleiter Adolf Wagner wurde Boepple Ende September 1939 zwangsweise beurlaubt. 1940 schied er aus dem Kultusministerium aus. Anschließend leistete er nach Beginn des Zweiten Weltkrieges Kriegsdienst.
Ab September 1941 war Boepple zweiter Staatssekretär nach Josef Bühler unter Hans Frank im Generalgouvernement. Boepple gehörte zu den Hauptverantwortlichen des im besetzten Polen verwirklichten Holocaust. Ab Januar 1942 war Boepple in Personalunion zudem Stellvertreter des Präsidenten Hans Frank im Institut für Deutsche Ostarbeit in Krakau. Als Vertreter von Hans Frank war Boepple auch Mitglied des Kuratoriums des Deutschen Spracharchivs. Von August 1944 bis Januar 1945 war er Verbindungsmann von Hans Frank zu den Gauleitern in Nieder- und Oberschlesien. In der Endphase des Krieges kehrte er 1945 in die bayerische Ministerialverwaltung zurück.
Nach Kriegsende schied er am 5. Juli 1945 offiziell aus dem bayrischen Staatsdienst aus und wurde von Angehörigen der US-Armee festgenommen.
Boepple wurde Mitte Oktober 1947 von den amerikanischen Besatzungsbehörden nach Polen überstellt. Dort wurde er von einem polnischen Gericht in Krakau am 14. Dezember 1949 zum Tode verurteilt und am 15. Dezember 1950 gehängt.